# Juba-Tal-Allianz
Die Juba-Tal-Allianz (deutsch für Juba Valley Alliance, abgekürzt JVA; Somali Isbahaysiga Dooxada Jubba) ist eine Kriegspartei im somalischen Bürgerkrieg, die in der Region um Kismaayo im Tal des Juba/Jubba in Südwestsomalia aktiv ist. Ihr Führer ist Barre Adan Shire Hiiraale. Die JVA rekrutiert sich aus den Clans der Habr Gedir-Hawiya, der Marehan- und Ogadeni-Darod.

## Geschichte
Die Juba-Tal-Allianz bildete sich aus der Vorgängerorganisation „Alliierte Kräfte Somalias“ (Allied Somali Forces, ASF). Diese wiederum war gegründet worden, um gegen die Milizen von Siad Hersi Morgan und Hussein Mohammed Farah – dem Sohn des Mohammed Farah Aidid – zu kämpfen und diese aus Kismaayo zu verdrängen. Im Juni 1999 konnte die ASF die Kontrolle über Kismaayo übernehmen. Im Juni 2001 benannte sie sich um und entschied, sich der somalischen Übergangsregierung anzuschließen. Mit Siad Hersi, der die Übergangsregierung nicht anerkennt, kam es weiterhin zu Kämpfen. 2006 verdrängte die Union islamischer Gerichte die JVA zeitweise aus Kismaayo.